# Fancy (banda)
Fancy fue un grupo pop de mediados de la década de 1970. La banda estaba formada por músicos de sesión producidos por Mike Hurst. Tuvieron un hit single sorpresa en Estados Unidos en 1974 con una versión del clásico «Wild Thing», alcanzando el puesto #14 en el Billboard Hot 100 y el #31 en Australia. También tuvieron un segundo éxito en con «Touch Me», alcanzando el puesto #19 y #97 en Estados Unidos y Australia, respectivamente. Inicialmente fueron liderados por Helen Caunt y más tarde por Annie Kavanagh. Ray Fenwick, miembro anterior de The Spencer Davis Group, se unió a Fancy en 1974. La canción de Fancy «Feel Good» del álbum Wild Thing ha sido sampleada más de cien veces, más notablemente por los Beastie Boys en la canción «3-Minute Rule» de su álbum Paul's Boutique (1989).

## Miembros
- Helen Caunt – voz principal (1974)
- Annie Kavanagh – voz principal (1974–1975)
- Ray Fenwick – guitarra líder (1974–1975)
- Mo Foster – guitarra bajo (1974–1975)
- Les Binks – batería (1974–1975)

## Discografía

### Álbumes

#### Álbumes de estudio
- Wild Thing (1974)
- Something to Remember (1975)

#### Álbumes recopilatorios
- Something to Remember & Wild Thing (1995)
- Wild Thing / Turns You On (2001)
- The Complete Recordings (2021)

### Sencillos
- «Wild Thing» (1973)
- «Touch Me» (1974)
- «She's Ridin' the Rock Machine» (1975)
- «I Was Made to Love Him» (1975)
- «Music Maker» (1975)